# Claude Barras
Pour les articles homonymes, voir Barras.
Claude Barras, né le 19 janvier 1973 à Sierre, est un réalisateur de films d'animation, un collaborateur de scénarios et un producteur suisse. Il a fondé avec Cédric Louis le studio Hélium Films à Lausanne.
En 2017, son film Ma vie de Courgette obtient le César du meilleur film d'animation.

## Biographie
Claude Barras est né en 1973 à Sierre, dans le canton du Valais, de parents viticulteurs. Son père est peintre amateur.
Il grandit près de Crans-Montana.
Après un apprentissage de dessinateur en génie civil, il étudie l'illustration à l'École Émile Cohl à Lyon puis les images de synthèse à l'École cantonale d'art de Lausanne.
Il a notamment participé à la création du film d'animation Max et Co de Samuel et Frédéric Guillaume.
Sauvages !, son deuxième long métrage d'animation, se déroule au cœur de la forêt tropicale de Bornéo.
Il est père d'un enfant.

## Filmographie
(janvier 2024).

### Longs métrages
- 2016 : Ma vie de Courgette, 66 min (réalisateur et collaborateur au scénario de Céline Sciamma)
- 2024 : Sauvages ! (réalisateur)

### Courts métrages
- 2012 : Chambre 69, 3 min
- 2009 : Land of the Heads, 6 min (co-réalisé avec Cédric Louis)
- 2007 : Sainte-Barbe, 8 min (co-réalisé avec Cédric Louis)
- 2007 : Animatou, 6 min
- 2006 : Le génie de la boîte de raviolis, 8 min
- 2005 : Banquise, 7 min (co-réalisé avec Cédric Louis)
- 2002 : Stigmates
- 2000 : Les mots d'Antoine (co-réalisé avec Cédric Louis)
- 1999 : Casting Queen, 3 min
- 1999 : Mélanie, 5 min
- 1997 : Fantasmagories[1]
- 1996 : La vache
- 1996 : Conte alpin
- 1995 : Un cri dans la ville

## Distinctions

### Ma vie de Courgette
- Le film reçoit le Prix à la Diffusion de la Fondation Gan pour le Cinéma au Festival International du Film d'Animation d'Annecy en 2015
- En 2016, le film reçoit le Cristal du long métrage et le prix du public au Festival international du film d'animation d'Annecy[6].
- Festival du film francophone d'Angoulême 2016 : Valois de diamant[7].
- Festival international du film de Saint-Sébastien 2016 : Meilleur film européen.
- Prix du cinéma européen du meilleur film d'animation 2016
- Prix Lumières 2017 : Meilleur film d'animation
- César 2017 : Meilleur film d'animation

### Autres
- César 2025 : nomination dans la catégorie meilleur film d'animation pour Sauvages !